# Cykling vid olympiska sommarspelen 1936
Cykling under olympiska sommarspelen 1936 i Berlin innehöll två discipliner: landsvägscykling och bancykling. Endast herrar tävlade. 

## Resultat
6 olika grenar arrangerades och avgjordes i landsvägscykling och bancykling.

### Medaljtabell
| Pl.    | Nation         | Guld | Silver | Brons | Totalt |
| ------ | -------------- | ---- | ------ | ----- | ------ |
| 1      | Frankrike      | 3    | 2      | 2     | 7      |
| 2      | Tyskland       | 2    | 0      | 1     | 3      |
| 3      | Nederländerna  | 1    | 2      | 0     | 3      |
| 4      | Schweiz        | 0    | 1      | 1     | 2      |
| 5      | Italien        | 0    | 1      | 0     | 1      |
| 6      | Belgien        | 0    | 0      | 1     | 1      |
| 6      | Storbritannien | 0    | 0      | 1     | 1      |
| Totalt | Totalt         | 6    | 6      | 6     | 18     |

## Medaljörer

### Landsvägscykling
| Event                              | Guld                                                      | Silver                                             | Brons                                                         |
| Herrarnas linjelopp Detaljer...    | Robert Charpentier Frankrike                              | Guy Lapébie Frankrike                              | Ernst Nievergelt Schweiz                                      |
| Herrarnas laglinjelopp Detaljer... | Frankrike Robert Charpentier Robert Dorgebray Guy Lapébie | Schweiz Edgar Buchwalder Ernst Nievergelt Kurt Ott | Belgien Auguste Garrebeek Armand Putzeys François Vandermotte |

### Bancykling
| Event                                 | Guld                                                                       | Silver                                                              | Brons                                                              |
| Herrarnas lagförföljelse Detaljer...  | Frankrike Roger-Jean Le Nizerhy Robert Charpentier Jean Goujon Guy Lapébie | Italien Severino Rigoni Bianco Bianchi Mario Gentili Armando Latini | Storbritannien Ernest Mills Harry Hill Ernest Johnson Charles King |
| Herrarnas sprint Detaljer...          | Toni Merkens Tyskland                                                      | Arie van Vliet Nederländerna                                        | Louis Chaillot Frankrike                                           |
| Herrarnas tandem Detaljer...          | Tyskland Ernst Ihbe Carl Lorenz                                            | Nederländerna Bernhard Leene Hendrik Ooms                           | Frankrike Pierre Georget Georges Maton                             |
| Herrarnas tidslopp 1000 m Detaljer... | Arie van Vliet Nederländerna                                               | Pierre Georget Frankrike                                            | Rudolf Karsch Tyskland                                             |